# ماتیاس انار
ماتیاس اِنار (به فرانسوی: Mathias Énard) نویسنده و مترجم قرن بیستم میلادی اهل فرانسه است. وی با زبان فارسی و عربی آشنایی دارد و مدتی را نیز در تهران زندگی کرده‌است.
او در سال ۲۰۱۵ به خاطر نوشتن رمان «قطب‌نما» (به فرانسوی: Boussole) برنده جایزه گنکور شد.